# KGS
Pour les articles homonymes, voir KGS (homonymie).
 (février 2016).
Si vous disposez d'ouvrages ou d'articles de référence ou si vous connaissez des sites web de qualité traitant du thème abordé ici, merci de compléter l'article en donnant les références utiles à sa vérifiabilité et en les liant à la section « Notes et références ».

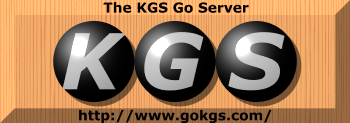
Logo de KGS

KGS Go Server, ou simplement KGS, est un serveur qui permet de jouer au go en ligne.

## Histoire
Développé par William M. Shubert, le serveur de jeu a vu le jour sous le nom « Igoweb » en avril 2000.
Après un accord passé avec l'éditeur de livres et d'articles de go, Kiseido, le nom devient « Kiseido Go Server ». Le nom a de nouveau changé en septembre 2006 en « KGS Go Server », KGS devenant ainsi un acronyme récursif.
Avec IGS, il fait partie des serveurs de go les plus fréquentés,. Il relaie des tournois nationaux et internationaux (DLVR).

## Caractéristiques

### Clients
Il existe trois clients officiels pour se connecter à KGS :
- Le premier est CGoban 3, executable Java, disponible également en applet web. Il édite aussi localement des fichiers au format SGF. Il est disponible en de nombreuses langues, dont le français[4].
- Le second est ShinKGS, un client pour smartphone android[5] puis pour ordinateur accessible via le navigateur[6].

Un autre client appelé kgsGtp permet d'utiliser le réseau KGS en passant par des commandes en Go Text Protocol.

### Compte utilisateur
La création d'un compte est gratuite. Elle n'est pas obligatoire et il est possible de jouer ou de regarder des parties d'autres joueurs sans s'enregistrer, en tant qu'« invité ».
Une inscription payante à KGS+ donne accès à des cours en ligne (français et anglais) ainsi qu'à des tournois réservés. Ces inscriptions permettent le financement du serveur. Depuis 2019, le financement se fait par souscription volontaire et les cours en ligne sont gratuits.